# Erik Werlauff
|  | Ikke at forveksle med historikeren Erich Christian Werlauff (1781-1871). |
Erik Werlauff (født 8. november 1952, død 26. november 2021) var en dansk erhvervsmand, advokat og professor.
Han blev i 1976 cand.jur. fra Aarhus Universitet.
Han var ansat i justitsministeriet fra 1976 til 1977, hvorefter han var praktiserende jurist. Fra 1989 til sin død var han juraprofessor ved Aalborg Universitet.
Han er forfatter til en række bøger inden for selskabsret, procesret, skatteret, børsret og finansieringsret.
Han var fra 1999 bestyrelsesformand for Bonusbanken; indtil dennes aktiviteter blev overtaget af Vestjysk Bank i 2008.
Werlauff nåede at skrive 116 artikler på lex.dk. Han døde natten til den 26. november 2021.